# Nikolaj Bredahl Jacobsen
Nikolaj Bredahl Jacobsen (22. studenoga 1971.), danski bivši rukometni reprezentativac, danas rukometni trener. Kao izbornik danske reprentacije osvojio je svjetski naslov na svjetskom prvenstvu 2019., 2021., 2023. i 2025. te zlato na Olimpijskim igrama 2024. uz druge velike uspjehe.